# Bestuurlijke indeling van Bermuda

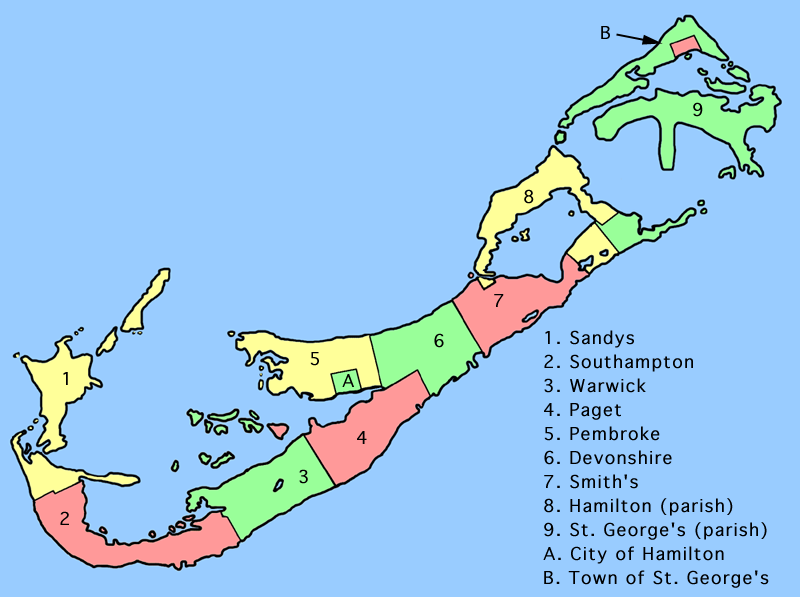
Kaart van Bermuda met de negen parishes en twee gemeenten

Bermuda is bestuurlijk onderverdeeld in twee gemeenten en negen parishes (letterlijk parochies). De parishes zijn een administratieve indeling, naar het lijkt zonder bevoegdheden.

## Gemeenten
- Hamilton
- Saint George

## Parishes
- Devonshire
- Hamilton
- Paget
- Pembroke
- Saint George
- Sandys
- Smith
- Southampton
- Warwick